# 꿈을 이루어줘 도라에몽
《꿈을 이루어줘 도라에몽》(일본어: 夢をかなえてドラえもん)은 애니메이션 도라에몽의 주제가로, mao의 메이저 데뷔 싱글이기도 하다.

## 개요
미즈타 와사비 성우진으로 바뀐 후 2년이 지난 뒤 패션의 리뉴얼과 함께, 2007년 5월 11일에 오프닝 주제가인 껴안아주세요에서 이 곡으로 변경되었다. 멜로디의 일부에는 도라에몽의 노래가 사용되고 있다. 이 주제곡은 2009년 5월 1일을 기점으로 영상이 변경되었다. (꿈을 이루어줘 도라에몽 2번째 오프닝) 그러다가 2009년 10월 16일 영화 30주년 기념 버전으로 변경되었다. (꿈을 이루어줘 도라에몽 3번째 오프닝) 2010년 4월 23일 꿈을 이루어줘 도라에몽 4번째 오프닝이 나왔다. 4번째 오프닝에는 다양한 비밀도구들이 나온다. 2014년 5월 16일 방영분 엔딩곡으로는 꿈을 이루어줘 도라에몽 합창 버전이 쓰였다. 또한, 2015년 극장판 도라에몽: 진구의 우주영웅기~스페이스 히어로즈~의 오프닝 곡에는 이 곡을 도라에몽 및 친구들이 부르는 버전으로 사용되었다. 2019년 9월 27일을 마지막으로 오프닝 주제가로서 사용을 마쳤다. 한국의 경우 성우 이재현의 버젼을 신 도라에몽부터 사용하고 있다. (오프닝 영상은 일본의 1번째 오프닝 사용)

## 수록곡
1. 꿈을 이루어줘 도라에몽
2. 도라에몽 선창 2007
3. 꿈을 이루어줘 도라에몽 (Instrumental)
4. 도라에몽 선창 2007 (Instrumental)